# Obléhací věž

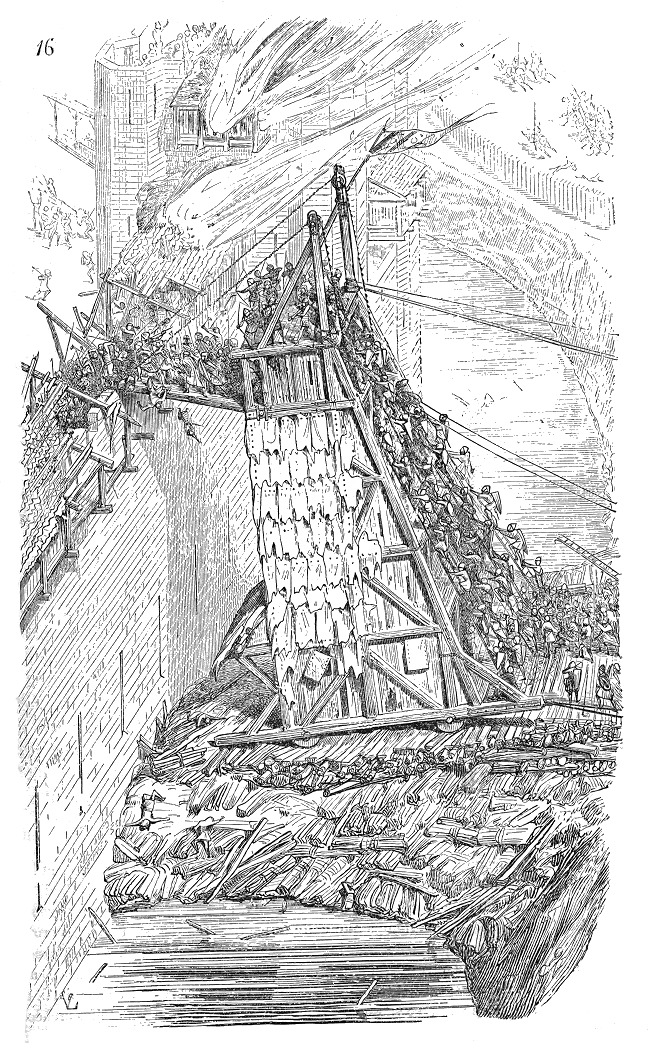
Malba středověké obléhací věže (tzv. zvonice).

Obléhací věž (ve středověku nazývána zvonice) je speciální zařízení používané ke zničení či překonání opevnění. Věž byla často opatřena koly (většinou čtyřmi), po kterých byla posouvána k hradbám. Byla vyšší než hradby, aby lučištníci, umístění na vrchu věže, měli možnost vyčistit svou palbou cimbuří. V některých případech byla nižší patra obléhací věže opatřena beranidly, která ničila hradby. Protože byla věž většinou ze dřeva, byla velmi náchylná k vzplanutí. Z toho důvodu se k ochraně věže používaly kovové pláty či surové kůže.
Obléhací věže se používaly přibližně od 10. století př. n. l. až do konce středověku. Věž se vůbec nehodila k obraně, takže byla vždy k vidění na straně útočníků. Co se týče účinnosti věže, ta se lišila podle dokonalosti konstrukce. Pokud byla věž dobře postavena, stala se vskutku hrozivým nástrojem, jsou však známy i případy, kdy se věž převrhla kvůli síle větru.
Na věži byli často přítomní vojáci, od šermířů po lučištníky. Samotná velikost věže z ní činila snadný cíl pro katapulty nepřátel, avšak v tom případě byla vybavena rovněž katapulty, díky nimž ji bylo možno bránit.

## Starověké využití

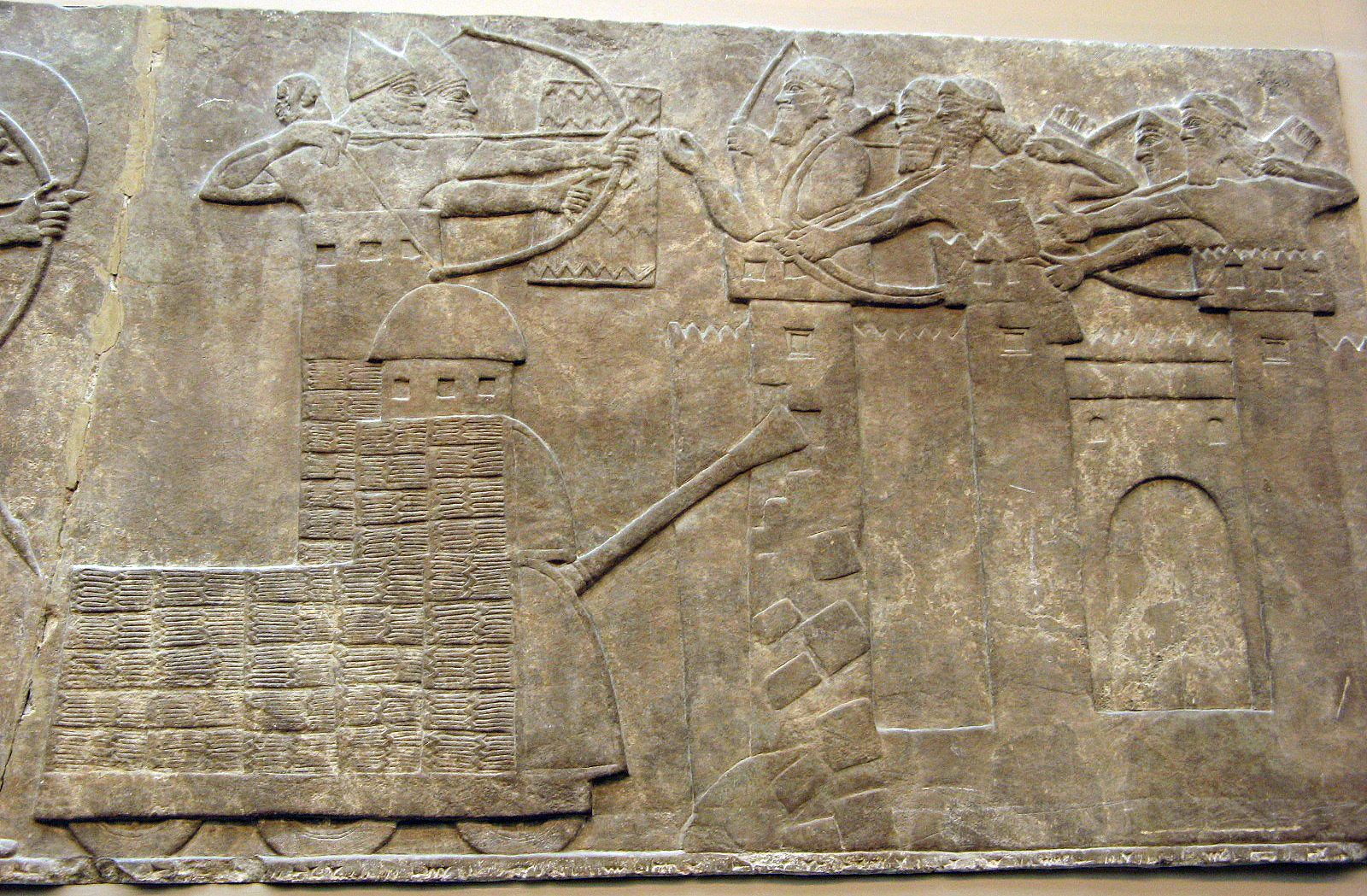
Asyrská obléhací věž znázorněna na reliéfu.

Jako první začali obléhací věže používat Asyřané a to v 9. století př. n. l. Asyřané si obléhacích věží velice vážili a brzy se staly jejich nejsilnější zbraní používanou při obléhání. Věže byly několikaposchoďové, měly čtyři kola a otočnou věž na vrcholu. Častým jevem u těchto věží byla beranidla, která byla umístěna v nižších částech věže. Pro plné využití věže bylo zapotřebí mnoho vojáků. Lučištníci byli na obléhací věži nepostradatelní, což dosvědčují četné střílny. Posádku tvořili různí vojáci, např.: muži, kteří hasili případné požáry, muži, kteří obsluhovali berany. Dále museli být přítomni muži zajišťující pohyb věže k hradbám (někdy byla k těmto účelům použita zvířata). Samozřejmostí bylo krytí věže kůží či kovem. Nedochoval se žádný záznam o velikosti asyrských věží, ale většina odborníků se shoduje na výšce mezi 8 až 12 metry. Obléhací věže byly často kombinovány s obléhacími rampami, po kterých byly přesouvány k hradbám. Po zničení Asyrské říše se vývoj obléhacích technik úplně zastavil a to až ke konci 5. století př. n. l. Ti, kdo se zasadili o rozvoj obléhacích strojů, byli Řekové pocházející ze Sicílie. Avšak Řekové se zaměřili spíše na rozvoj mechanické artilérie, než na obléhací věže. Ty se sice staly součástí obléhacího zařízení, ale neměly zdaleka takové pole působnosti jako u Asyřanů. Řecké obléhací techniky později převzali Makedonci, kteří uplatňovali věže při mnoha příležitostech. V tomto ohledu se stalo přímo legendární obléhaní ostrova Rhodos (305 – 304 př. n. l.).

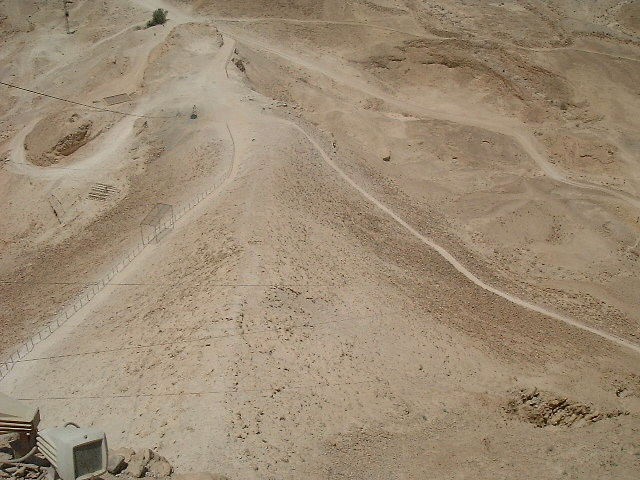
Zbytky římské rampy použité při obléhání Masady

Démétrios I. Poliorkétés zde oblehl již zmíněný ostrov, protože válčil s Ptolemaiem I. (Rhodos byl Ptolemaiovým spojencem). Démétrios při tomto obléhání spoléhal skoro výhradně na obléhací věže. Nejdříve se pokusil vniknout do města od moře, přičemž spojil lodě, na kterých byly obléhací věže. Rozpoutal se lítý boj, ale Démétrios se nakonec musel dát na ústup. Poté byl podniknut pozemní útok, který však také nevyšel. Démétrios se tedy rozhodl postavit tu nejsilnější obléhací věž, kterou kdy svět viděl. Věž dostala název Helepolis (uchvatitelka měst) a jednalo se vskutku o monstrum. Tato věž měřila 43 metrů a její základna činila 430 m². Ve spodní části byl umístěn hnací systém, jenž za pomocí vratidla obsluhovaného 200 muži otáčel osmi koly. Věž měla velkou spoustu pater, ve kterých byla umístěna artilerie. Samotná věž byla chráněna železnými pláty. Démétriovi se podařilo s touto věží strhnout hlavní hradbu a i když bylo obléhání nakonec neúspěšné, představuje tato věž vrchol, na který se již nikomu nepodařilo dosáhnout. Římané, kteří převzali umění obléhání od Řeků, si obléhací věže také oblíbili. Římané čerpali z asyrských obléhacích technik, přičemž na ně udělala velký dojem kombinace rampy a obléhací věže. Rampy byly většinou stavěny ze zeminy, byly vyztuženy dřevem a v některých případech se na ně umisťovaly železné desky (obléhání Masady).

## Středověké a pozdější využití

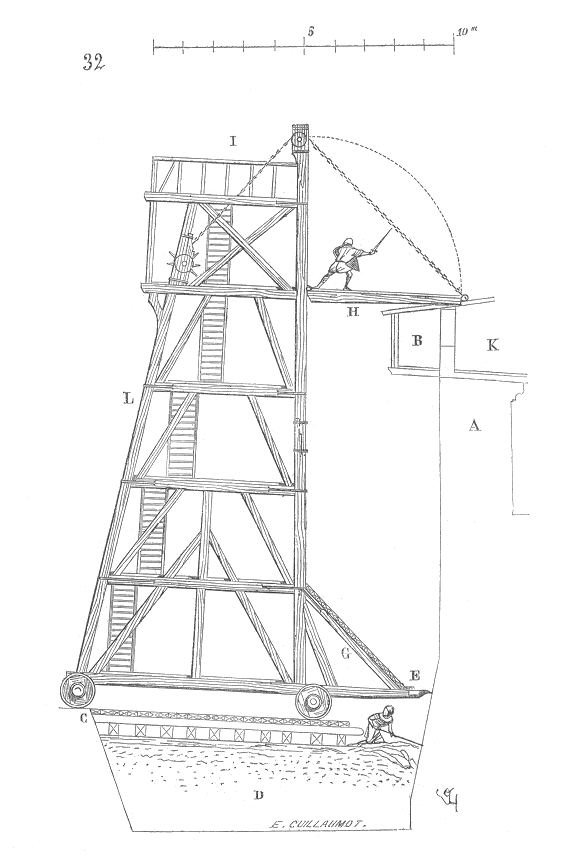

Byzantská říše používala své obléhací věže s velkým efektem proti nepřátelským opevněním. Nepřátelé této říše se však rychle naučili stavět své vlastní obléhací věže. Již v roce 626 je neúspěšně použili Avaři při obléhání Konstantinopole. V raném středověku byl nedostatek zkušených inženýrů, kteří by byli schopni sestrojit účinnou artilérii, takže byly ve velké míře používány žebříky, beranidla a obléhací věže. Výška těchto věží nebyla nijak specifikována, protože záleželo na výšce hradeb (věže byly sestavovány až na místě).

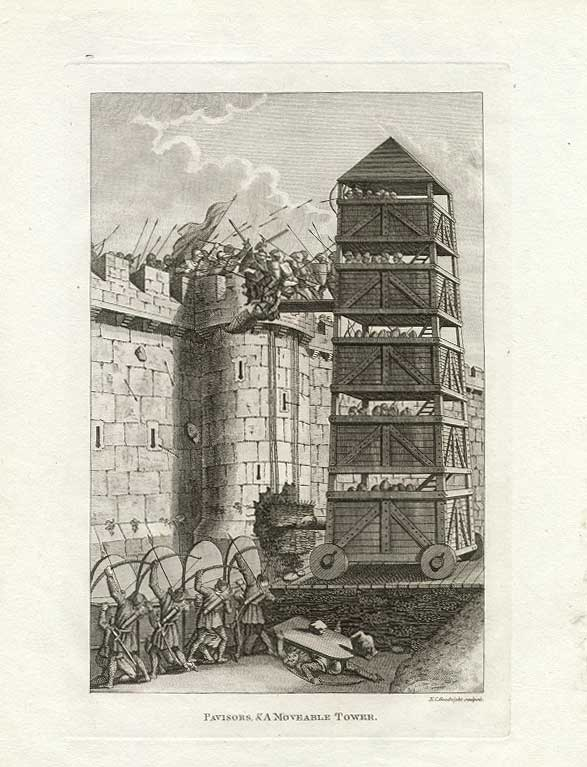
Středověká (anglická) obléhací věž.

 Věž byla postavena ze dřeva a stejně jako ve starověku byla chráněna buď kůží nebo kovem. Samozřejmostí bylo beranidlo v nižším patře, ale na rozdíl od starověku nebyly tyto věže většinou vybaveny mechanickou artilérií. Častou praxí bylo stavění ramp. I když se postupem času začalo ve středověku využívat přesných katapultů, neztratila obléhací věž na významu. Nejvíce se obléhacích věží využívalo ve vrcholném středověku. Tyto věže se vyznačovaly zlepšenou konstrukcí a větší odolnosti než jejich raně středověké předchůdkyně. Obléhací věže byly taženy lidmi, zvířaty a nebo bylo dokonce využíváno kladek. Na rozdíl od starověku měly věže většinou více než čtyři kola. Už v roce 885 bylo při obléhání Paříže Vikingy použita věž s 16 koly. Konstrukce věže byla zdokonalena, avšak stržení či převrácení věže nebylo výjimkou. Opravdu nešťastnou událostí bylo zřícení věže, v takovém případě v troskách zahynulo mnoho vojáků. Věže byly nasazovány ve větších počtech, aby byla znásobena jejich šance na úspěch. S nástupem éry střelného prachu se věže buď přestaly využívat nebo se z nich staly tzv. dělové věže. Tyto věže měly za úkol svojí palbou z děl zničit nepřátelské hradby. S úspěchem byly nasazeny např. při obléhání Kazaně roku 1552. Ovšem, tyto věže byly stále velmi pomalé, což z nich činilo velmi dobrý terč pro rozmáhající se artilerii. Od konce 16. století se obléhacích věží již dále nevyužívá.